# 强啡肽
强啡肽（dynorphin，Dyn）是具有很强的阿片样活性的一种内源性阿片肽，由其前體强啡肽原转化形成。
當强啡肽原被蛋白质原转换酶2（PC2）處理而断裂時，會釋出許多活性肽，例如强啡肽 A、强啡肽 B及α-新内啡肽/β-新内啡肽。